# Côte de Kanara

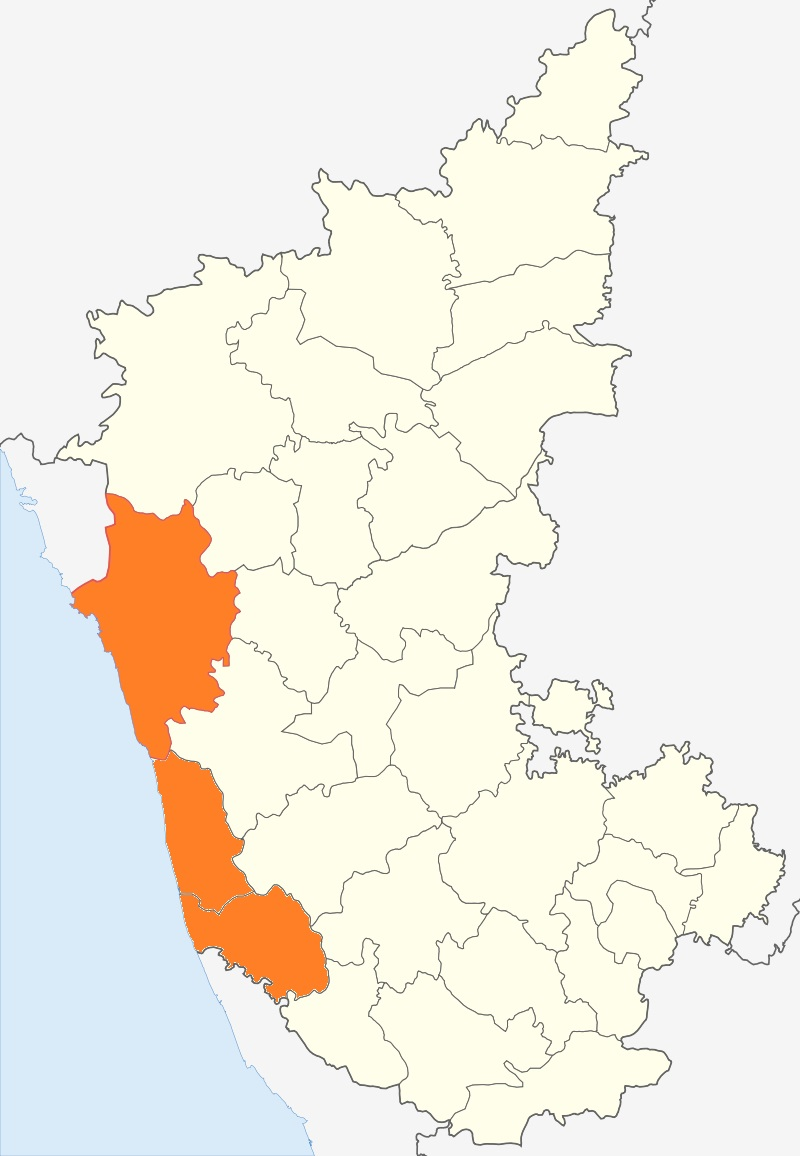
Carte de la région de Kanara.

La côte de Kanara (orthographiée aussi Canara) ou Karavali désigne la partie centrale de la côte occidentale de l'Inde. Entièrement située dans l'État de Karnataka, elle comprend les trois districts côtiers d'Uttara Kannada (« Kanara septentrional »), Udupi et Dakshina Kannada (« Kanara méridional »). Elle est bordée au nord par la côte de Konkan, et au sud par la côte de Malabar. Elle est parfois assimilée à chacune de ces deux côtes, la partie septentrionale du Kanara (les régions de Karwar, Gokarna, Honnavar et Bhatkal) au Konkan, la partie méridionale (les régions de Kundapur, Udupi et Mangalore) au Malabar.